# 台灣性販賣

台灣公民和外國受害者被販賣進出台灣行政區劃。他們在這些省份和直轄市的妓院、企業、家庭、旅館房間和其他地方遭到強姦並遭受身心傷害。

台灣性販賣是在臺灣發生的以性剝削和奴役為目的的販賣人口。被拐的人通常會被帶到台灣或其他亞洲區域內，尤其是東南亞國家。
台灣公民，主要是婦女和女童，曾在台灣境內以及亞洲和不同大陸的其他國家被販賣。外國受害者被販賣進入該國。兒童、貧困者和移民特別容易受到性交易的侵害。受害者被欺騙、威脅、和/或被迫賣淫，他們的護照和其他文件經常被拿走。他們遭受身心虐待和創傷，並且通常被看守或關在惡劣的條件下。許多人因強姦而感染性傳播疾病。
男女販運者來自台灣所有社會和經濟階層。人販子通常是犯罪集團和幫派的成員或受其幫助。由於缺乏數據、性交易犯罪的隱蔽性等因素，台灣性交易的程度很難知道。

## 非政府組織
婦女救援基金會營救台灣性交易受害者。